# Ichneumon binotatus
Ichneumon binotatus är en stekelart som först beskrevs av William Harris Ashmead 1890.  Ichneumon binotatus ingår i släktet Ichneumon och familjen brokparasitsteklar. Inga underarter finns listade i Catalogue of Life.